# Comuna Ladîhî, Starokosteantîniv
Ladîhî (în ucraineană Ладиги) este o comună în raionul Starokosteantîniv, regiunea Hmelnîțkîi, Ucraina, formată din satele Hubîn și Ladîhî (reședința).

## Demografie
Componența lingvistică a comunei Ladîhî
     Ucraineană (98,07%)
     Rusă (1,49%)
     Alte limbi (0,22%)
Conform recensământului din 2001, majoritatea populației comunei Ladîhî era vorbitoare de ucraineană (98,07%), existând în minoritate și vorbitori de rusă (1,49%).